# Albarracín
Albarracín es un municipio y localidad española del suroeste de la provincia de Teruel, en la comunidad autónoma de Aragón. El término municipal tiene una población de 1002 habitantes (INE 2024). La localidad es Monumento Nacional desde 1961, posee la Medalla de Oro al mérito en las Bellas Artes de 1996 y se encuentra propuesta por la Unesco para ser declarada Patrimonio de la Humanidad.

## Toponimia
Se encuentra situada cerca de la antigua ciudad romana de Lobetum. En época visigoda se denominó Santa María de Oriente. Los árabes llamaron al lugar Alcartam que se derivaría del antiguo topónimo de Ercávida, y lo más probable es que pasara a denominarse más tarde Aben Razin, nombre de una familia bereber de donde se derivaría su nombre actual. El topónimo procedería de Ibn (ben) hijo de Razin, reyes taifas de Albarracín desde la guerra civil de al-Ándalus hasta Ibn Mardanís, rey Lobo de Murcia. Es decir, 'el lugar de los hijos de Razin', aunque hasta el siglo XIX su nombre oficial es Ciudad de Santa María de Albarracín.
Otra teoría es que el término «Albarracín» derivaría del celta alb, 'montaña', y ragin, 'viña', 'uva' o del antropónimo Razin.

## Geografía

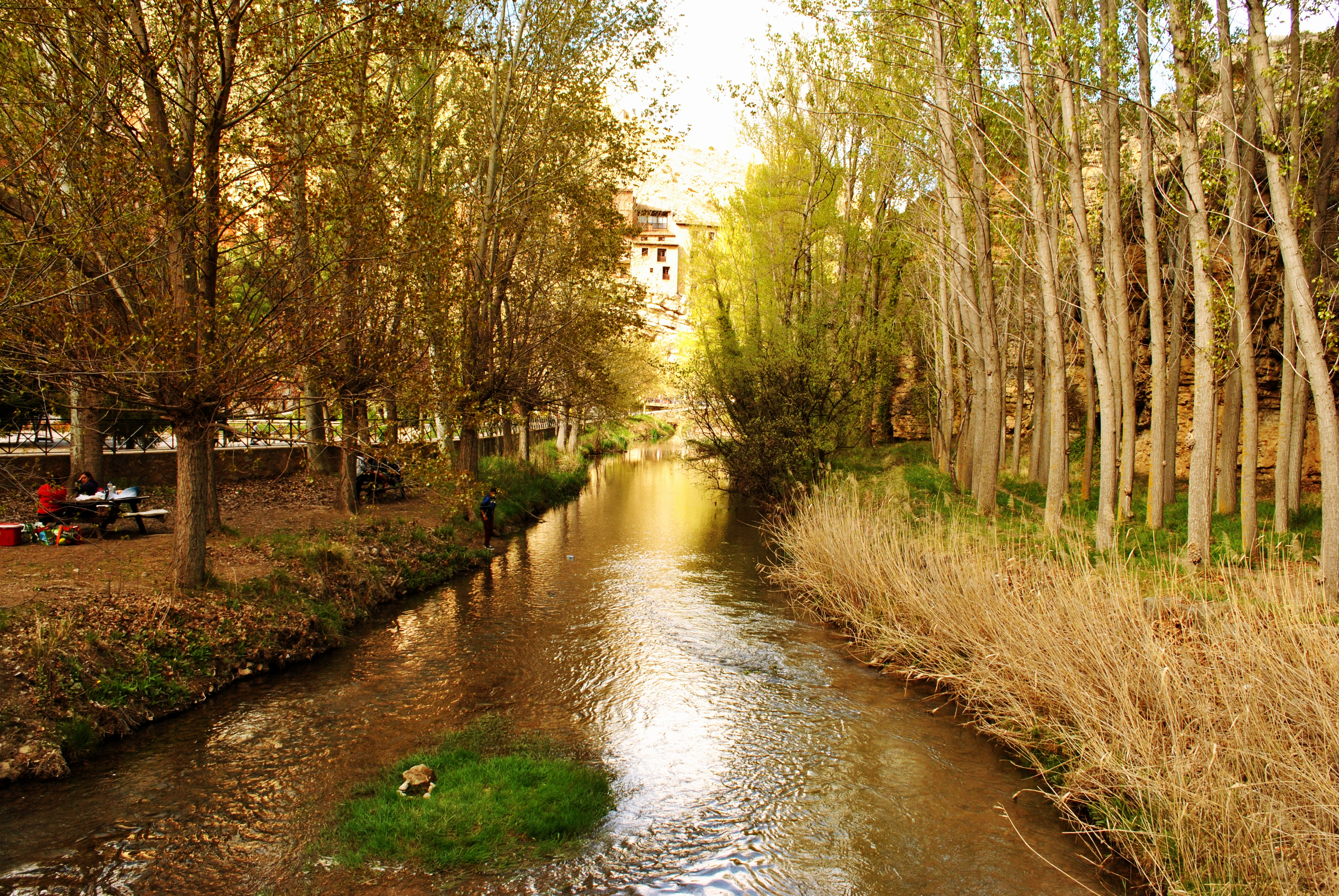
El Guadalaviar en Albarracín

El casco antiguo se encuentra construido sobre las faldas de una montaña, rodeada casi en su totalidad por el río Guadalaviar. Al norte se encuentra la sierra de Albarracín, y al sur los montes Universales. Parte de su término municipal está ocupado por el Paisaje protegido de los Pinares de Rodeno.
En los alrededores nacen los ríos Guadalaviar, Tajo, Júcar, Cabriel y Jiloca.
Su término municipal es, por razones históricas, uno de los más grandes de la provincia de Teruel (sólo superado por el de Alcañiz) y en él se encuentran las localidades de: Albarracín (capital del municipio), El Cañigral, Las Casillas de Bezas, Collado de la Grulla, Valle Cabriel, El Membrillo, San Pedro y Valdevécar.
El pueblo está encaramado en un peñón y rodeado por el Guadalaviar. Por este lado y mirando hacia el río se hallan edificadas las casas colgadas. Dentro del pueblo sus calles son empinadas y estrechas, con rincones muy pintorescos. La construcción ofrece la original arquitectura popular con la forja propia de la provincia además de tener el color rojizo característico llamado rodeno.
La localidad se divide en dos zonas: la parte antigua, la Ciudad, con sus casas colgadas sobre la hoz del río; y el Arrabal, situado en la vega del Guadalaviar.
Albarracín, instalada en el interior de un meandro, es una ciudad de tipo espolón dentro de los tipos urbanos esenciales de al-Ándalus. La puerta de la ciudad se abre sobre la vertiente menos abrupta, donde con el tiempo se desarrolló un arrabal. El espolón tiene la mayoría de las veces forma alargada, como en Mértola, Cuenca, Ronda o Albarracín y condiciona la extensión de la ciudad. Son ciudades pequeñas, cuya superficie raramente sobrepasa las 10 hectáreas. El punto más elevado del lugar soporta un reducto fortificado de extensión modesta, que es en general inferior a 0,5 hectáreas. Vista desde el exterior, la ciudad parece formada por un recinto único en el que una parte del trazado puede estar ausente cuando el relieve la reemplaza, pero el arrabal fortificado sigue siendo excepcional.

## Historia
En la Edad de Hierro estuvo habitada por la tribu celta de los lobetanos. Se han encontrado importantes pinturas rupestres epipaleolíticas y neolíticas de estilo levantino, esquemático y semiesquemático en el pinar del rodeno. Durante la época romana se llamó, al parecer, Lobetum, y en tiempos de los visigodos, Santa María de Oriente.

### Edad Media

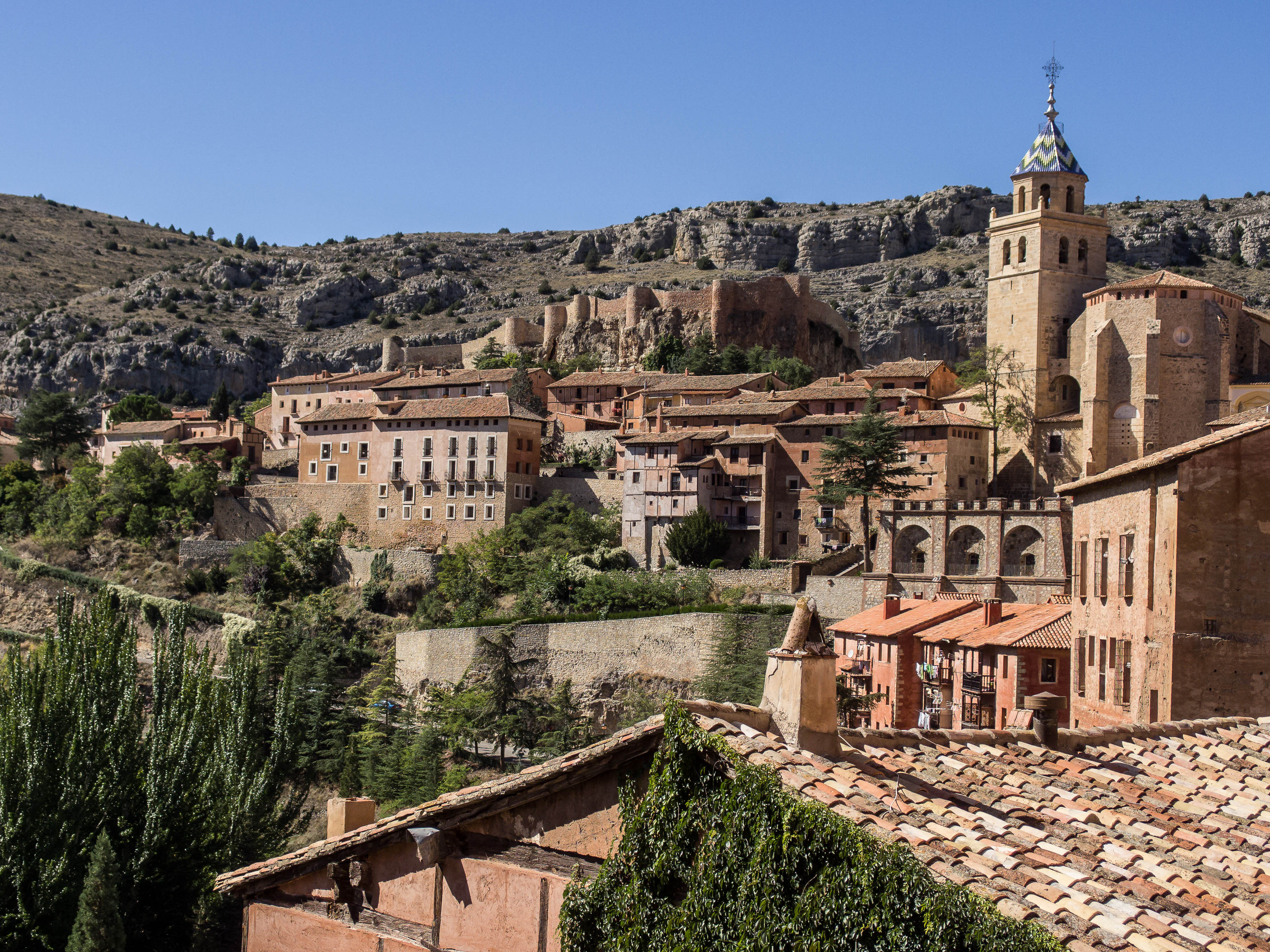
Vista de Albarracín desde la plaza Mayor

Durante el período andalusí, concretamente el siglo XI, el clan bereber de los Banu Razin alcanzó el poder convirtiéndose en la dinastía soberana de la taifa de Albarracín. De este linaje procede el propio nombre de la población (al-Banu Razin: (la ciudad) de los hijos de Razín). De esta magnífica etapa se conservan dos importantes testimonios: la torre del Andador –situada en lo alto del recinto exterior– y el castillo de Albarracín, que albergó la antigua alcazaba de los Banu Razin.
La taifa pasó posteriormente, por cesión y no por conquista, a la familia cristiana de linaje navarro de los Azagra, que mantuvieron de facto la independencia de Castilla y de Aragón desde 1170, llegando a crear un obispado propio. También el poderoso linaje de Lara ejerció su soberanía sobre Albarracín. Tras el fracaso de conquista por parte de Jaime I en 1220, es Pedro III de Aragón quien la conquistó en 1285 tras sitiarla, pasando definitivamente a la Corona de Aragón en 1300. Esta serie de hechos políticos tuvieron como base la importancia de la fortaleza y del sistema defensivo de Albarracín.
Es una antigua sede episcopal denominada, primero Arcabricense y después Segobricense hasta que, tras la desmembración de las iglesias de Segorbe (Castellón) de las iglesias de Albarracín, paso a denominarse Albarracinense, tras la bula papal de Juan Pablo II, mantiene su independencia pero pasa a ser regida por el obispo de Teruel que es también obispo de Albarracín.
El 21 de junio de 1257 el rey Jaime I concedió en Teruel a la Comunidad de Santa María de Albarracín o Comunidad de aldeas de Albarracín el privilegio sobre competencia de jurisdicción de sexmeros, asistentes y jurados de dicha Ciudad.

### SiglosXXyXXI

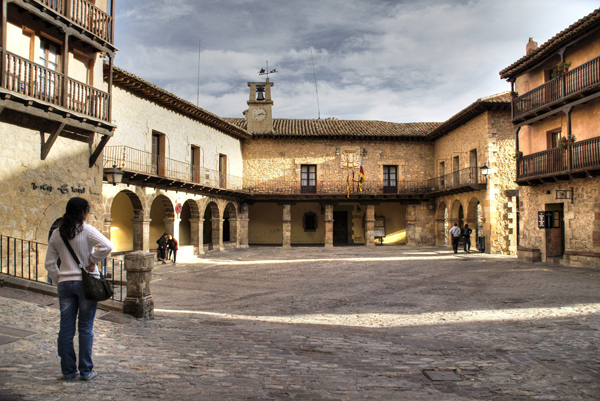
Plaza de Albarracín

Durante la guerra civil española se libraron combates en la localidad entre las tropas republicanas y las sublevadas, cambiando varias veces el control de la población entre ambos bandos. En julio de 1937 tuvo lugar una ofensiva republicana contra la localidad, constituyendo el mayor enfrentamiento bélico habido en la localidad durante la guerra. En un rápido ataque, el 8 de julio los republicanos se apoderaron de la localidad a excepción del ayuntamiento y la catedral, en los que permanecieron sitiados militares y civiles que se habían refugiado previamente. Los sublevados reaccionaron enviando refuerzos y el 13 de julio lograron reconquistar la localidad y expulsar a las tropas republicanas.
La localidad es Monumento Nacional desde 1961; posee la Medalla de Oro al mérito en las Bellas Artes de 1996, y se encuentra propuesta por la Unesco para ser declarada Patrimonio de la Humanidad por la belleza e importancia de su patrimonio histórico.
Albarracín también es miembro de la asociación Los Pueblos Más Bonitos de España desde su creación.

## Demografía
Albarracín cuenta con una población de 1002 habitantes (INE 2024).
| Gráfica de evolución demográfica de Albarracín entre 1842 y 2021                                                    |
| |
| Población de derecho según los censos de población del INE Población de hecho según los censos de población del INE |

El impulso económico dado recientemente por el turismo ha permitido frenar la despoblación del municipio, que cuenta con un 12,0 % de su población de nacionalidad extranjera (INE 2006).

## Administración y política
| Periodo   | Nombre                        | Partido | Partido                                            |
| --------- | ----------------------------- | ------- | -------------------------------------------------- |
| 1979-1983 | José Luis Herranz Almazán     |         | Unión de Centro Democrático (UCD)                  |
| 1983-1987 | Vicente Martí Marqués         |         | Partido Aragonés (PAR)                             |
| 1987-1989 | Luis Doñate Barquero          |         | Centro Democrático y Social (CDS)                  |
| 1989-1991 | Octavio Collado Villalba      |         | Independiente                                      |
| 1991-1995 | Manuel Gómez Campos           |         | Partido Aragonés (PAR)                             |
| 1995-1999 | Octavio Collado Villalba      |         | Partido Popular de Aragón (PP)                     |
| 1999-2003 | Gloria García de Miguel       |         | Partido Aragonés (PAR)                             |
| 2003-2017 | Francisco Jesús Martí Soriano |         | Partido Aragonés (PAR)                             |
| 2017-2019 | Raúl Jiménez Domingo          |         | Partido Aragonés (PAR)                             |
| 2019-2023 | Miguel Villalta Martín        |         | Partido de los Socialistas de Aragón (PSOE-Aragón) |
| 2023-act. | Daniel Úbeda Martí            |         | Partido Aragonés (PAR)                             |

| Partido político    | Partido político                                   | 2003   | 2007   | 2011   | 2015   | 2019   | 2023   |
| Partido político    | Partido político                                   | Ediles | Ediles | Ediles | Ediles | Ediles | Ediles |
|                     | Partido Aragonés (PAR)                             | 5      | 4      | 4      | 4      | —      | 5      |
|                     | Partido de los Socialistas de Aragón (PSOE-Aragón) | 1      | 3      | 3      | 2      | 5      | 3      |
|                     | Chunta Aragonesista (CHA)                          | —      | —      | —      | 2      | —      | —      |
|                     | Partido Popular de Aragón (PP)                     | 3      | 2      | 2      | 1      | 4      | 1      |
| Total de concejales | Total de concejales                                | 9      | 9      | 9      | 9      | 9      | 9      |

## Patrimonio

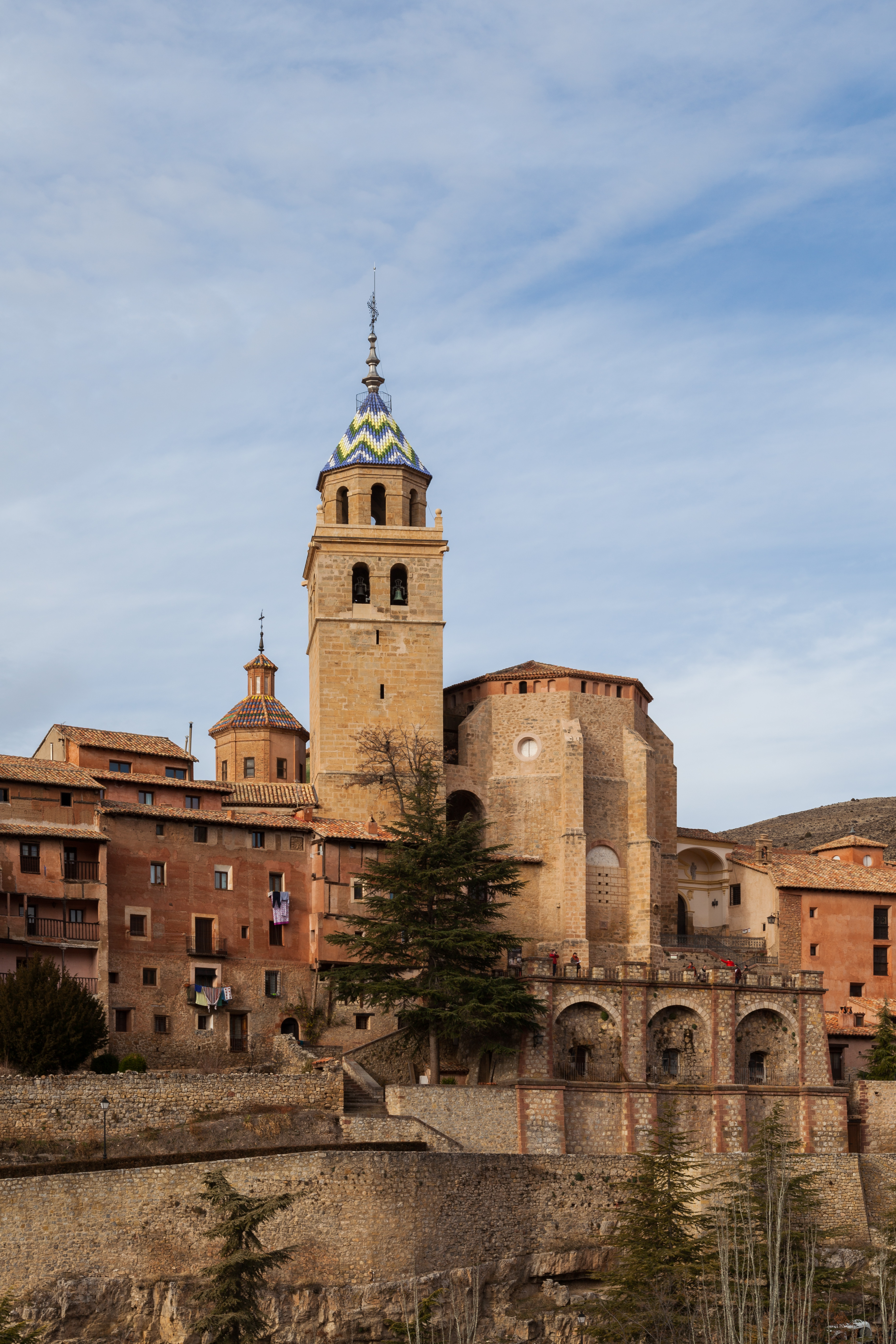
Catedral de Albarracín

- Conjunto histórico de Albarracín: su conjunto histórico está declarado como bien de interés cultural con el código RI-53-0000030.[14]
- Catedral del Salvador: situada junto al castillo, es del siglo XVI con una sola nave y capillas laterales. En su museo hay buenos tapices flamencos historiados con la vida de Gedeón.
- Alcázar de Albarracín: ubicado en el casco antiguo, recientemente ha sido restaurado y acondicionado para su visita. Entre 2004 y 2006 se han realizado excavaciones arqueológicas y se han restaurado sus estructuras. Si bien conserva un potente recinto amurallado, su interior alberga un interesante campo arqueológico de época medieval. Fue alcázar andalusí, al convertirse el clan de los Banu-Razin en soberanos de este pequeño reino de taifa en el siglo XI, que dio nombre a la ciudad. Durante los siglos XIII y XIV siguió siendo residencia de los señores de Albarracín, y, tras la conquista aragonesa de la ciudad en 1284, se transformó casi completamente. La fortaleza estuvo ocupada hasta finales del siglo XVI; fue destruida en el siglo XVIII tras la Guerra de Sucesión.
- Palacio episcopal: se encuentra junto a la catedral. Tiene portada barroca.
- Casa Consistorial: se encuentra en la plaza del Ayuntamiento. Es del siglo XVI, con balcones de madera y un corredor corrido sobre el río.
- Casa de la Julianeta: casa de construcción popular, se encuentra en el Portal de Molina
- Murallas de Albarracín: del siglo XIV, de construcción cristiana.
- Torre del Andador, de aparejo musulmán del siglo X y XI, reforzada con un pequeño recinto rectangular.
- Torre de doña Blanca, simétrica a la del Andador, se halla en el extremo del espolón.
- Torre de la Muela, hoy desaparecida; similar a las del Andador y de doña Blanca, se hallaba al otro lado del río.